# 旋转式除雪车

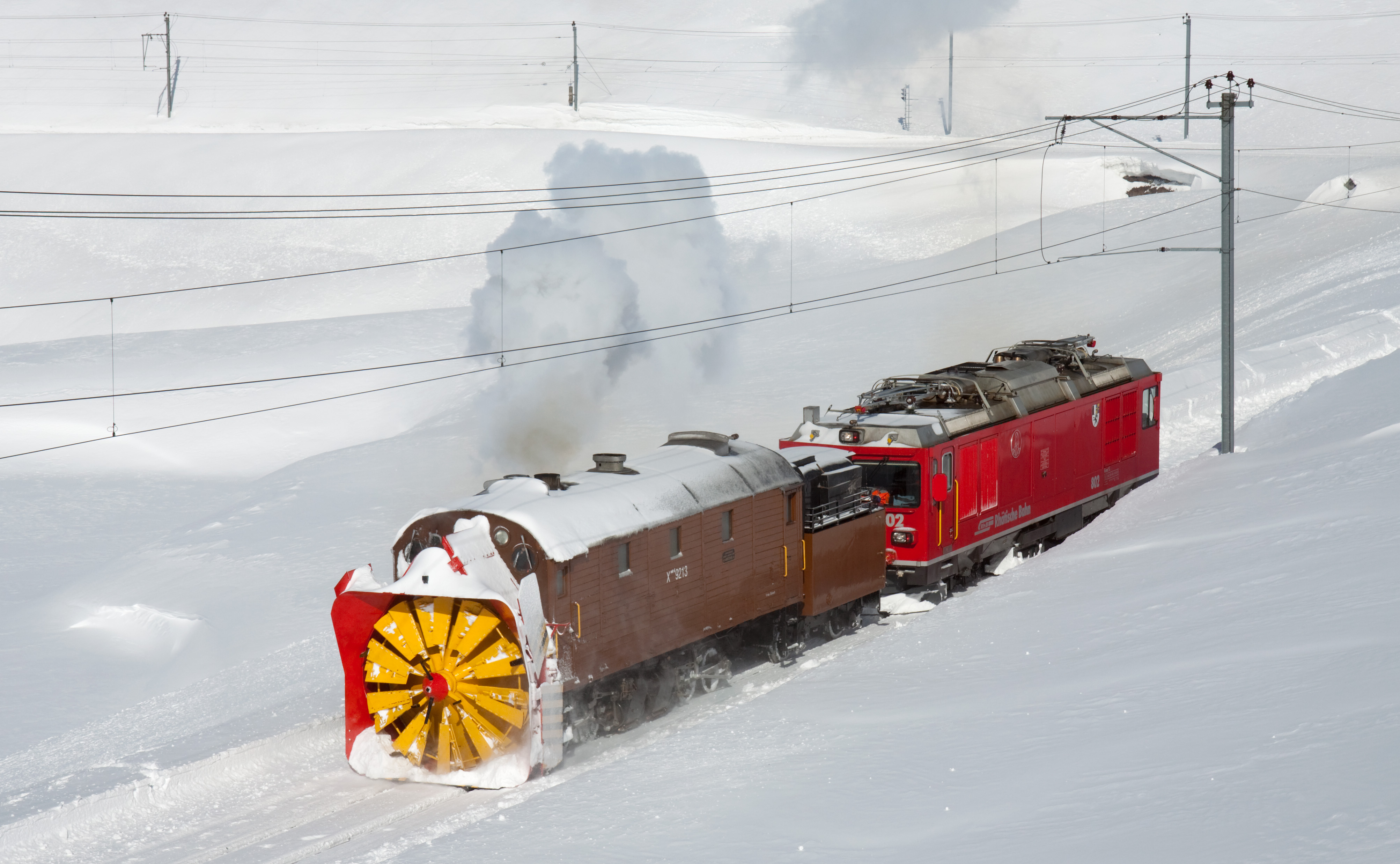
瑞士的旋转式除雪车

旋转式除雪车（英語：Rotary snowplow）是一种用来消除线路积雪的铁路车辆，是在冬季保障降雪区铁路畅通的重要工具。旋转式除雪车的前端装有风扇状的大型旋转鼓轮，旋转鼓轮上装有刀片状的刮雪板，旋转鼓轮随着除雪车的前进和自身高速旋转，将铁路上的积雪打碎并从左右向中间集中，并依靠旋转产生的离心力使雪沿叶片由抛雪筒抛出，从而将积雪扬散到线路两侧数十米远的地方，抛雪方向和距离可通过调节抛雪筒转角和除雪机功率来控制。虽然各国拥有种类繁多的旋转式除雪车，但其基本工作原理都是大同小异。虽然旋转式除雪车具有结构比较复杂的动力系统及除雪装置，但其除雪能力远比传统的犁式除雪车优胜，适用于清除深度比较厚的积雪。

## 参看
- 除雪机
- 犁式除雪车